# 华肖菝葜
华肖菝葜（学名：Heterosmilax chinensis）为百合科肖菝葜属下的一个种。